# السيد روبرتس (فلم)
السيد روبرتس (بالإنجليزية: Mister Roberts) هو فيلم كوميدي تم إنتاجه في الولايات المتحدة وصدر في سنة 1955. الفيلم من إخراج جون فورد.

## طاقم التمثيل
- هنري فوندا
- جيمس كاغني
- جاك ليمون

## الميزانية والإيرادات
حقق أرباحا تقدر بـ 21,200,000 دولار.

### ترشيحات وجوائز
| السنة | الحدث  | الفئة     | النتيجة |
| ----- | ------ | --------- | ------- |
|       | أوسكار | أفضل فيلم | ترشـيـح |

## وصلات خارجية
- مقالات تستعمل روابط فنية بلا صلة مع ويكي بيانات

1. ↑  Heckman, Hugh M. (يناير 1979). "The Story and Memories of the USS VIRGO AKA-20 / AE-30, USS Virgo and Mr. Roberts". Sea Classics. Challenge Publications, Inc. مؤرشف من الأصل في 2017-02-23. اطلع عليه بتاريخ 2010-01-16.
2. ↑  Jackson, Ramon. "Not the USS Hewell (AKL 14) in the movie? Think again". Army FP/FS Vessels. مؤرشف من الأصل في 2012-02-12. اطلع عليه بتاريخ 2011-09-23.
3. ↑  Box Office Information for Mister Roberts. The Numbers. Retrieved August 27, 2013. نسخة محفوظة 29 سبتمبر 2013 على موقع واي باك مشين.